# 木星冰卫星探测器
木星冰卫星探测器 （Jupiter Icy Moons Explorer，縮寫JUICE）是欧洲空间局進行中的一个木星系探测任务，旨在研究木星的三颗冰質卫星：木卫三、木卫四和木卫二。人們認為它們的冰面下有大量液態水，這將使它們成為潛在的宜居環境.。但該任務並不關注火山活躍的木衛一，這是一顆非冰質衛星。
2012年5月2日由空中客車承造，這宣布了為欧洲空间局的宇宙愿景（Cosmic Vision）科學計劃的大型（L級）項目選擇此任務。探测器已於世界標準時間2023年4月14日12:14:36 UTC發射，將經過4次重力助推和8年的旅行，將於2031年7月到達木星。2034年12月，該航天器將進入木衛三附近軌道執行近距離科學任務，成為第一個繞地球月球以外的衛星運行的航天器。 
它的運行時間正好將與2024年10月所發射的競爭對手，美國宇航局欧罗巴快船（但此歐羅巴非指歐洲，是木衛二的傳統名稱）任務重疊比試。

## 背景
该任务的开始重启了作为欧洲空间局前拉普拉斯任务的组成部分木衛二－木星系統任務(EJSM-Laplace)。 它有望成为欧洲航天局宇宙愿景计划的第一个大型（L级）任务。
2012年4月，木星冰卫星探测器在推荐的优先级上超过了雅典娜X射线望远镜和新引力波天文台。
2015年7月，空中巴士國防航天公司被選為設計和建造探測器的主要承包商，探測器將在法國圖盧茲組裝。

## 探测器
探测器設計的主要驅動因素與距太陽的遙遠距離、太陽能的使用、以及木星惡劣的輻射環境有關。 木星和木衛三的軌道插入以及大量的飛越機動（超過25次重力助推和2次木衛二飛越）需要航天器攜帶約3,000（6,600磅）的化學推進劑。
探测器有一個固定的2.5米直徑高增益天線和一個可操縱的中增益天線，將使用无线电频谱Ka波段和X波段。 地面深空天線可實現 2 Gb/日 的下行鏈路速率。 機載數據存儲容量為 1.25 Tb。
探测器主發動機是一個自燃雙推進劑（單甲基肼和氮的混合氧化物）425 N 推進器。 100 公斤的多層絕緣材料提供熱量控制。 該航天器使用動量輪進行三軸穩定。 輻射屏蔽用於保護機載電子設備免受木星環境的影響。

## 時間線

### 發射和軌跡

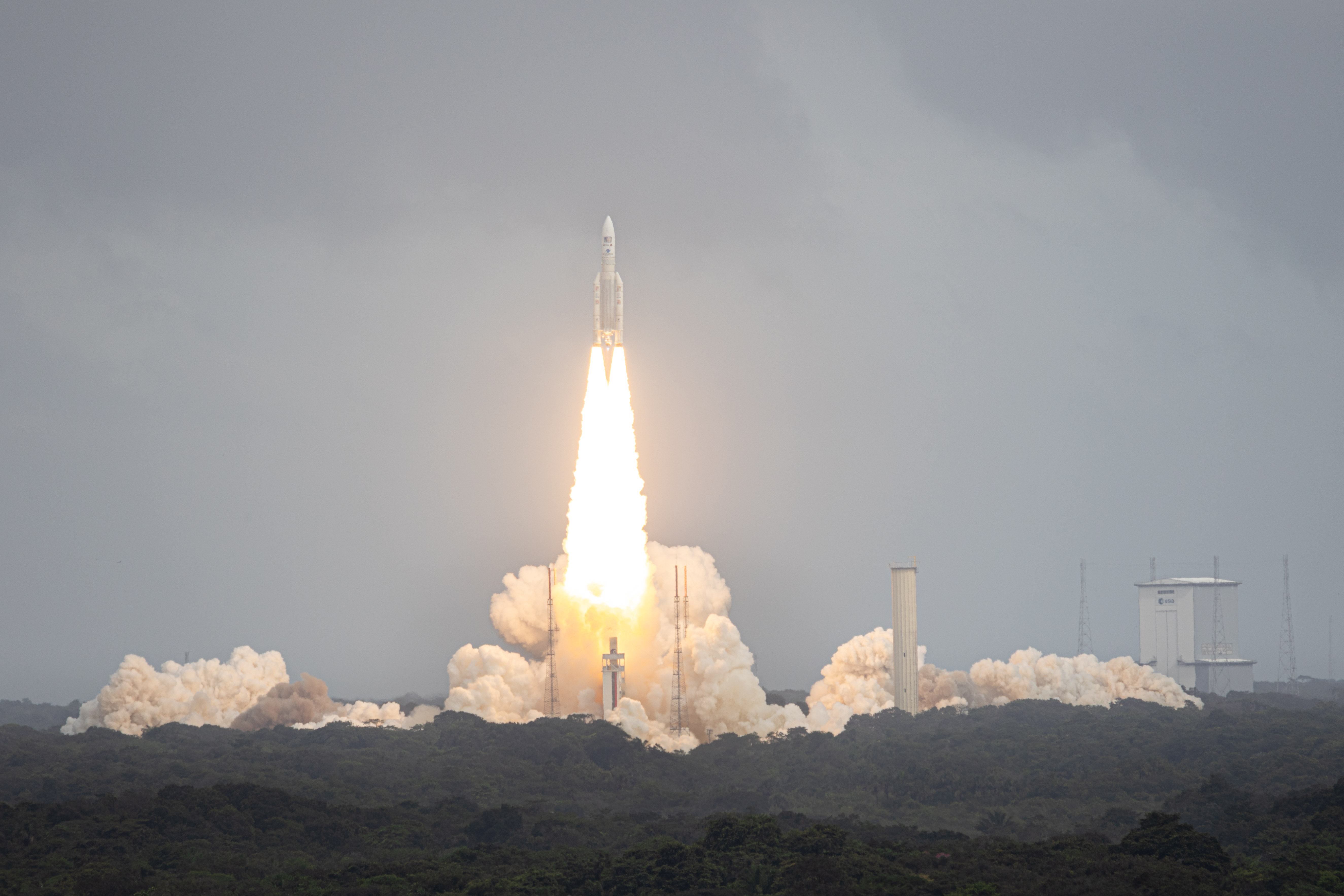
歐空局木星冰卫星探测器的阿麗亞娜5號發射

该探测器已经於世界標準時間2023年4月14日 12:14:36 UTC透过亞利安5號運載火箭從圭亚那航天中心发射升空； 在幾分鐘後，它的太陽能電池板就部署好了，這促使歐空局認為發射成功。發射後，將有多個計劃的重力助推將探测器 置於通往木星的軌道上：2024年8月飛越地月系統，2025年8月飛越金星，2026年9月第2次飛越地球， 2029年1月第3次也是最後一次飛越地球。
该探测器將兩次穿過小行星帶。 一次飛越小行星223已經被提議，并可能將會在2029年10月發生。
重力助推包括：
- 行星際轉移（地球、金星、地球、地球）
- 木星軌道插入和遠心點減少與多次的木卫三重力助推
- 木卫三–木卫四協助降低速度
- 通過10–12次木卫四重力助推增加傾斜度

### 到達木星系統
发射后，将在2031年抵达木星轨道。经过数次绕木星及其他卫星的机动飞行之后，探测器将於2034年进入环木卫三轨道。

### 木衛三上的軌道插入
2034年12月，JUICE 將進入圍繞木衛三的橢圓軌道。 第一個軌道將在 5,000 km（3,100 mi） 的距離。 2035年，JUICE 將進入木衛三表面上方的圓形軌道 500 km（310 mi）。 JUICE 將研究木衛三的組成和磁層等等。

### 計劃在木衛三上脫軌
當探测器消耗完剩餘的推進劑後，JUICE計劃在2035年底脫離軌道並撞擊木衛三。

## 科学目标

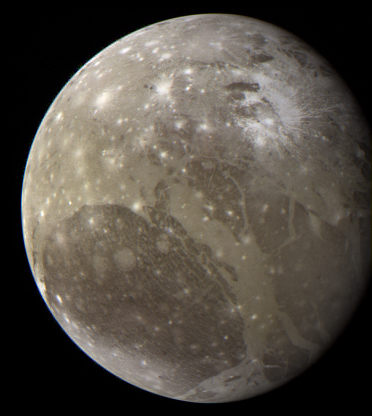
伽利略号探测器拍摄的木衛三.

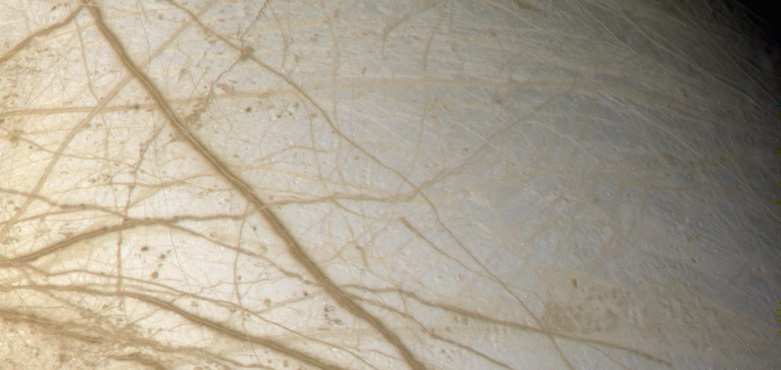
木衛二冰面的一部分。

木星冰卫星探测器将会对木卫三进行详细的研究以评估其支持生命存在的可能性。并与木卫二和木卫四这两颗伽利略卫星进行对比。这三颗卫星据信存在适合生命存在的液态水海洋，并已经成为研究水冰世界生命宜居性的焦点。
针对木卫三及少许木卫四的科学目标如下：
- 海洋层的特征及可能地下海洋的探测
- 星球表面的地理、地质及组成
- 研究冰壳的物理学特性
- 内部质量分布特征、内核的运动和演化
- 调查木卫三的外大气层
- 研究木卫三的磁场及与木星磁场的相互作用

针对木卫二，探测器将着重于生命必备的化学条件，包括有机分子、表面特征的形成、非水冰材料的构成。另外，木星冰卫星探测器会首次进行卫星地下探测，如第一次确定最近活跃地区的最小冰壳厚度。
還將對幾顆較小的不規則衛星，和火山活躍的衛星木卫一進行更遠距離的空間分辨觀測。

## 科學儀器

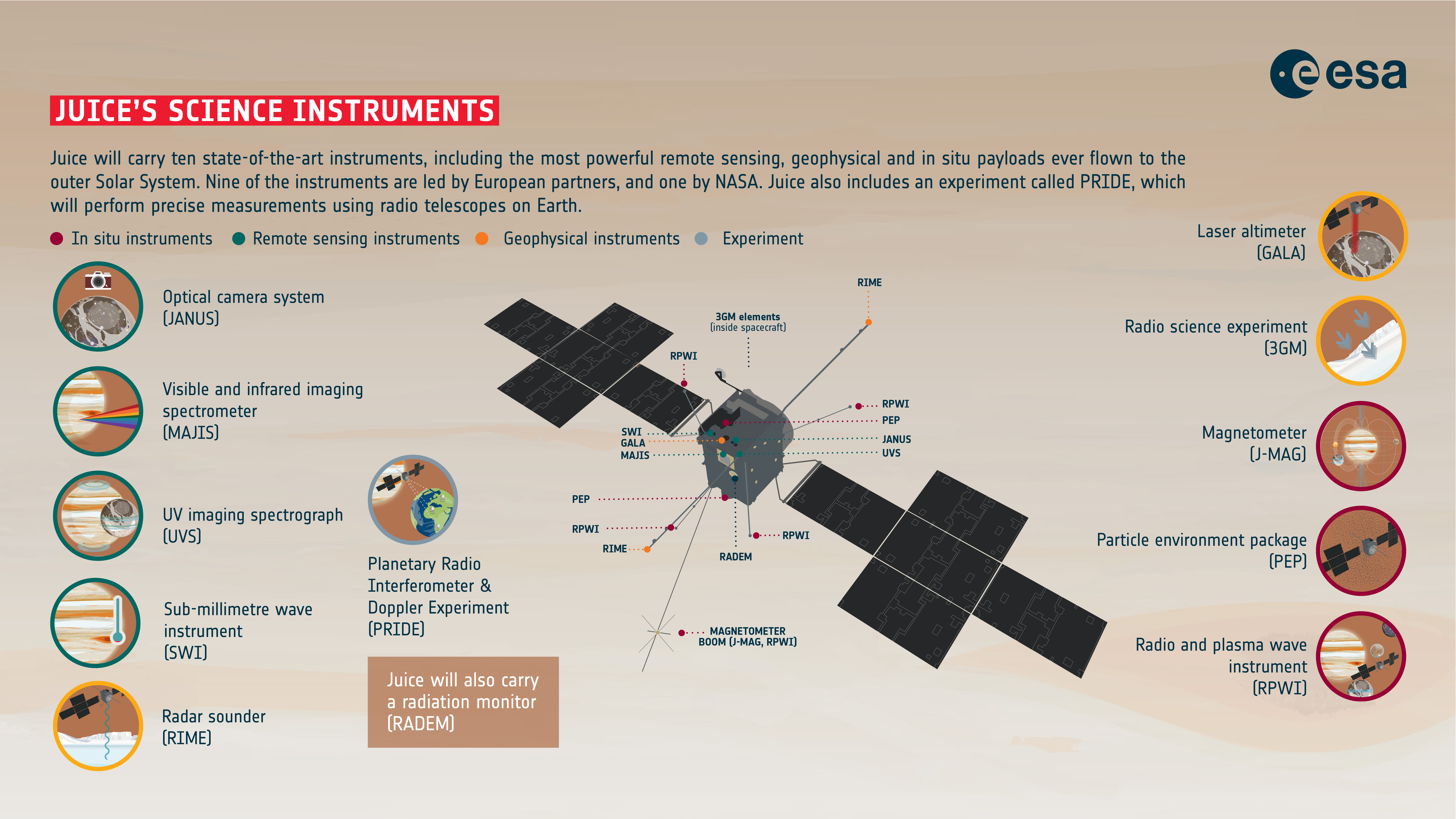
JUICE instruments

2013年2月21日，經過一場競賽，ESA 選出了11台科學儀器，這些儀器由來自歐洲各地的科學和工程團隊開發，美國也參與其中。 日本還為 SWI、RPWI、GALA、PEP、JANUS 和 J-MAG 儀器貢獻了幾個組件，並將促進測試。PRIDE實驗沒有自己的硬件，而是使用航天器的通信系統和天線與地面站相結合。 RIME 和 RPWI 的 UVS 和組件由NASA提供，而SWI、PEP、GALA、RPWI 的組件由JAXA提供。
| 縮寫  | 名稱                                | 描述 |
| ----- | ----------------------------------- | --- |
| 3GM   | 木星的重力與地球物理學 和伽利略衛星 | 3GM 是一項無線電科學實驗，使用Ka轉發器和高度穩定的振盪器。 該儀器旨在研究木衛三的引力場和冰衛星的內部海洋。 3GM 還將研究木星 (0.1-800 mbar) 和冰衛星的大氣層和電離層。 由罗马大学和義大利太空總署(ASI) 運營。                                                              |
| GALA  | 木衛三激光測高儀                    | 木衛三激光高度計。 用於觀察潮汐力引起的地形和地表的變形、隆起和沈降。 激光形成直徑為 20 m 的束斑。 在 200 公里高度處的分辨率為 0.1 米。 由德國航空太空中心(DLR)運營。 組件來自 HENSOLDT Optronics GmbH、Fraunhofer IOF 和JAXA。                                            |
| J-MAG | JUICE 磁力計                        | 該儀器使用展開時長 10.5 m 的 3 節臂 到達並在最外段攜帶兩個磁通门磁强计，在臂的末端攜帶一個光泵量子乾涉磁力計，並將用它來研究木星的磁場及其與木衛三磁場的相互作用。 它旨在用於研究冰衛星上隱藏的海洋。 由倫敦帝國理工學院和英國宇航署(UKSA)運營.                            |
| JANUS | JANUS相機系統                       | 用於繪製冰衛星地圖的光學相機。 JANUS有13個滤镜，視野為 1.3 度，木衛三上的空間分辨率為 2.4 m，木星上的空間分辨率為 10 km。 由那不勒斯腓特烈二世大学和義大利太空總署(ASI) 開發。                                                                                             |
| MAJIS | 衛星和木星成像光譜儀系統            | 高光譜成像光譜儀。 它旨在探索木星對流層的特性，並更好地定義冰冷衛星表面的冰和礦物。 波長范圍包括 0.4 至 5.7 微米範圍內的可見光和紅外線，光譜分辨率在 3 至 7 納米之間。空間分辨率在木衛三上高達25米，在木星上約為100公里。 由巴黎天体物理研究所和法國國家太空研究中心製造。 |

## 目标
|  |  |  |  |